# Jacques François Dugommier

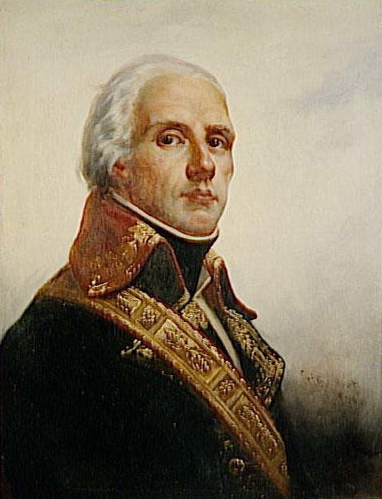
Posthumes Porträt von François Bouchot (1836)

Jacques François Dugommier (* 1. August 1738 in Trois-Rivières, Guadeloupe; † 18. November 1794 bei San-Lorenzo de la Muga, Katalonien; gebürtig Jacques François Coquille) war ein französischer General.

## Leben
Im Alter von dreizehn Jahren trat Coquille in die Armee ein. Im Rang eines Lieutenant-colonel trat er aus dem Dienst aus und ging auf die französische Antilleninsel Martinique, wo er in der Plantagenwirtschaft zu beträchtlichem Reichtum kam und seinen Namen 1785 von „Coquille“ in „Dugommier“ änderte. Beim Ausbruch der Französischen Revolution erhielt er den Rang eines Colonel der Nationalgarde und verteidigte mit seinen revolutionstreuen Truppen über sieben Monate das Fort Saint Pierre.
Im Jahr 1792 ging er nach Frankreich, lehnte einen Sitz als Deputierter des Nationalkonvents ab und wurde 1793 im Rang eines Général de brigade der Italienarmee zugeteilt. Ab November 1793 befehligte er nach der Abberufung von Général Carteaux die Belagerung von Toulon und wurde am 16. Januar 1794 zum Oberbefehlshaber der Armée des Pyrénées orientales bestimmt. Am 30. April 1794 schlug er die Spanier unter General Union in der Schlacht bei Boulou. Am 17. September glückte ihm die Rückeroberung des Fort de Bellegarde in Le Perthus. Am 13. August 1794 siegte er in der Schlacht bei San-Lorenzo de la Muga, drei Monate danach fiel er während der Schlacht am Schwarzen Berg. Sein Grab befindet sich in Perpignan.

## Ehrungen

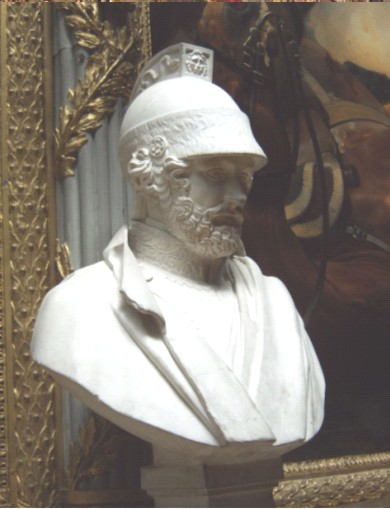
Büste in der Schlachtengalerie des Schloss Versailles

- Sein Name ist am Triumphbogen in Paris in der 33. Spalte eingetragen.
- Seine Büste wurde in der 1837 eröffneten Schlachtengalerie des Schloss Versailles aufgestellt.
- Aufgrund seiner Leistungen wurde er mit dem Ordre royal et militaire de Saint-Louis ausgezeichnet.